# Moledet
Moledet (hebrejsky: מולדת‎, „Vlast“) je ultrapravicová izraelská politická strana, která je nejvýznamnější částí koalice Národní jednota. Je zastáncem myšlenky dobrovolného transferu arabské populace ze Západního břehu. Strana Moledet byla založena roku 1988 Rechav'amem „Gandhím“ Ze'evim, který byl jeho předsedou až do roku 2001, kdy podlehl následkům atentátu, který na něj spáchala LFOP. Od té doby je jeho předsedou rabín Binjamin Elon. V roce 1999 utvořila Tkuma, Moledet a Cherut - Národní hnutí koaliční stranu Národní jednota (hebrejsky: איחוד לאומי‎, ha-Ichud ha-Leumi). Koalici později opustila strana Cherut a v roce 2003 do ní vstoupila strana Jisra'el Bejtejnu (vedená Avigdorem Liebermanem), která se stala největší stranou koalice. Před volbami v roce 2006 však Jisrael Bejtejnu koalici opustil. Na poslední chvíli utvořila s Národní jednotou koalici Národní náboženská strana.
Strana převzala značnou část voličů zakázané strany Kach a mezi jejími voliči je i mnoho religiózních osadníků. V roce 1992 získala v Knesetu tři poslanecká křesla, v následujících volbách v roce 1996 pak dvě. V roce 2007 měla v Knesetu dvě křesla. Ve volbách v roce 2009 získala Národní jednota čtyři křesla, z nichž jedno pro Moledet (Ja'akov Kac).